# 나는 고양이로소이다
《나는 고양이로소이다》(일본어: 吾輩は猫である 와가하이 와 네코 데 아루[*])는 일본의 근대 작가인 나쓰메 소세키의 장편 소설로, 조너선 스위프트의 《걸리버 여행기》와 로런스 스턴의 《신사 트리스트럼 샌디의 생애와 의견》의 영향을 받은 작품이다.
영어 교사인 구샤미(苦沙弥)의 집에서 길러지고 있는 고양이인 '이몸'(吾輩)의 시점에서, 주인인 구샤미 선생의 일가와, 구샤미의 집에 모이는 그의 친구들 및 문하생들의 인간 만상을 풍자적으로 묘사한 작품으로, 1905년에 〈호토토기스〉에 발표된 소세키의 데뷔작이다.
'나는 고양이다. 이름은 아직 없다. 어디서 태어났는지 도무지 알 수 없다'(吾輩は猫である。名前はまだ無い。どこで生れたかとんと見当がつかぬ。)로 시작하는 이 작품의 첫 문구는 유명하다.
나쓰메 소세키는 이 작품을 발표한 이후 1907년부터 일본의 권위 있는 신문인 〈아사히 신문〉의 전속 작가가 된다.

## 등장인물 및 동물
나(주인공)(일본어: 吾輩)
구샤미 선생이 키우는 고양이. 소설의 화자.
미케코 (일본어: 三毛子)
'나'의 이웃집에 사는 이현금(二弦琴) 선생이 키우는 암코양이. 언제나 주인공을 〈선생님〉이라고 부른다.
인력거꾼네 깜둥이 (일본어: 車屋の黒)
검고 몸집이 큰 숫고양이. 무식하고 대단히 난폭하여 주인공이 무서워하고 있다.
구샤미 (일본어: 珍野 苦沙弥 진노 구샤미[*])
중학교 영어 교사이며 고양이의 주인. 슬하에 자식 3명을 두었다. 편협한 성격으로 노이로제와 위장병을 앓고 있다. (소세키 자신이 모델인 것으로 짐작된다.)
메이테이 (일본어: 迷亭)
구샤미의 친구인 미학자. 거짓말과 궤변으로 다른 이를 속이는 것이 취미다. (미학자인 오쓰카 야스지가 모델이라는 말이 있지만, 소세키가 부인했다.)
미즈시마 간게쓰 (일본어: 水島 寒月)
구샤미의 옛제자이자 과학자로 상당한 호남이다. (데라다 도라히코가 모델이라고 한다.)
도후 (일본어: 越智 東風 오치 도후[*])
간게쓰의 친구로 시인이다.
아마기 선생 (일본어: 甘木先生)
구샤미의 주치의.
가네다 (일본어: 金田)
구샤미의 앙숙인 사업가. 여러 가지 방법으로 구샤미를 괴롭힌다.
하나코 (일본어: 金田 鼻子 가네다 하나코[*])
가네다의 부인. 자기 딸과 간게쓰와의 혼담 문제로 구샤미의 집에 왔다가 거만한 태도로 인해 냉대를 받는다. 코가 매우 거대해서 고양이가 〈하나코(鼻子)〉란 별명을 붙인다.
도미코 (일본어: 金田 富子 가네다 도미코[*])
가네다의 딸이며 어머니를 닮아 이기적인 아가씨.
스즈키 도주로 (일본어: 鈴木 籐十郎)
구샤미와 메이테이의 동창생. 가네다 집안에 출입하면서 그의 사주를 받아 구샤미의 동정을 살핀다.
다타라 산페이 (일본어: 多々良 三平)
구샤미의 서생이었으나 법대 졸업 후 회사에 다니고 있다.
야기 도쿠센 (일본어: 八木 独仙)
염소수염을 기른 철학자. 의미불명의 경구를 내뱉지만 아무도 알아듣지 못한다.
유키에 (일본어: 雪江)
구샤미의 조카딸.

## 판본 정보
- 한국어판 (ISBN 978-89-323-1675-8)
- 나는 고양이로소이다, 유유정 역, 문학사상사, 1997.
- 나는 고양이로소이다, 송태욱 역, 현암사, 2013.